# Miike Snow
Miike Snow er en svensk musikgruppe bestående af Christian Karlsson og Pontus Wiinberg, også kendt som producer- og sangskriverteamet Bloddshy & Avant, der har succes med numre for et hav af internationale kunstnere som Britney Spears, Madonna og Kylie Minogue.
Tredjemand i electro-poptrioen er amerikanske Andrew Wyatt, der er sangskriver og producer i indie-grupperne Black Beetle og The A.M.
Miike Snow har tidligere haft stor succes i bl.a. England med singlen Animal og er nu klar med nummeret Black & Blue, som bl.a. har lagt sig lunt i B-rotation på BBC's Radio 1.
Albummet Miike Snow udkom i Danmark den 26. oktober 2009.

## Diskografi
- Miike Snow (2009)
- Happy to You (2012)
- iii (2016)